# Бекарян, Цолак Вагинакович
Цолак Вагинакович Бекарян (арм. Ցոլակ Բեքարյան; 30 октября 1922, Аддис-Абеба — 22 августа 1980, Сортавала, Карельская АССР) — армянский композитор, скрипач и педагог.

## Биография
Родился в Аддис-Абебе, Эфиопия, в семье педагогов Вагинака и Мари Бекарян.
В 1926 году вместе с родителями вернулся на родину, в Армению.
В 1948 году окончил отделение скрипки Ереванской государственной консерватории, в 1960 году отделение композиции под руководством Эдуарда Мирзояна.
В 1945—1965 годах играл в Государственном симфоническом оркестре Армении.
В 1970-х годах преподавал в творческом классе Музыкальной школы имени Саят-Нова.
С 1965 по 1980 год преподавал на кафедре музыкальной педагогики факультета художественного образования Ереванского государственного педагогического института им. Хачатура Абовяна.
Умер в городе Сортавала Республики Карелия.

## Произведения
Написал оркестровые, инструментальные и вокальные произведения.
- Концерт для струнного оркестра
- Рапсодия — для симфонического оркестра
- Сюита — для ансамбля народных инструментов
- Праздничная увертюра — для ансамбля скрипачей и фортепиано
- Персонажи — фортепианный квинтет
- Концерт — для скрипки в сопровождении фортепиано
- Поэма — для скрипки в сопровождении фортепиано
- Сюита — для фортепиано и флейты
- Соната N1 — для скрипки соло
- Соната N3 — для скрипки соло
- Фантастическая прелюдия для фортепиано
- Песня свободы — кантата вокально-симфоническая поэма
- Алагязи Манинер — кантат для чтеца, хора и симфонического оркестра
- Моей Судьбе, для голоса и камерного оркестра
- Стриптиз — цикл парижских песен XX века.
- Парвана — поэма для камерного оркестра и женского хора
- Аве Мария — поэма для смешанного хора
- Песня свободы — для чтеца кантаты и смешанного хора без сопровождения
- Марине ванкум — для смешанного хора без сопровождения
- Симфония N1 — для смешанного хора, а капе́лла
- Симфония N2 — для смешанного хора, а капе́лла[5]

## Записи
- Скрипичная музыка. Играет Рубен Агаронян."Мелодия" Ц. Бекарян — Соната N 2 для скрипки соло[6].
- Хор армянского хорового общества. Худ. рук. Э. Цатурян."Мелодия" Ц. Бекарян — Марине ванкум[7].
- Романсы на стихи А. Исаакяна."Мелодия"[8].
- Ц. Бекарян — Моей судьбе — Кнарик Малунцян[9].